# Akropolis (Kaunas)

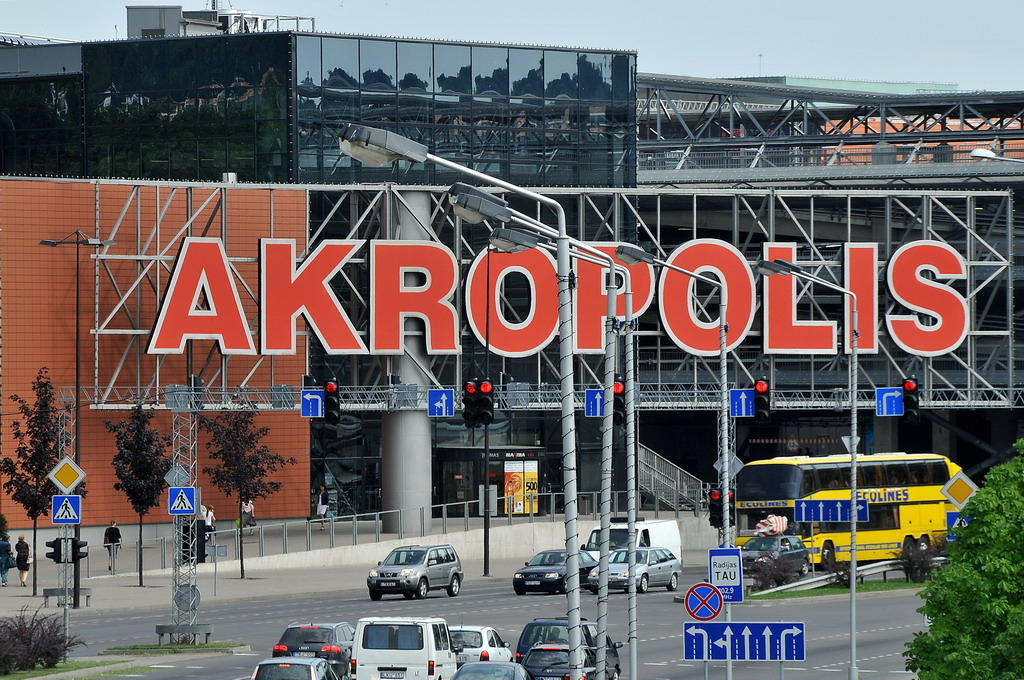
Gebäude

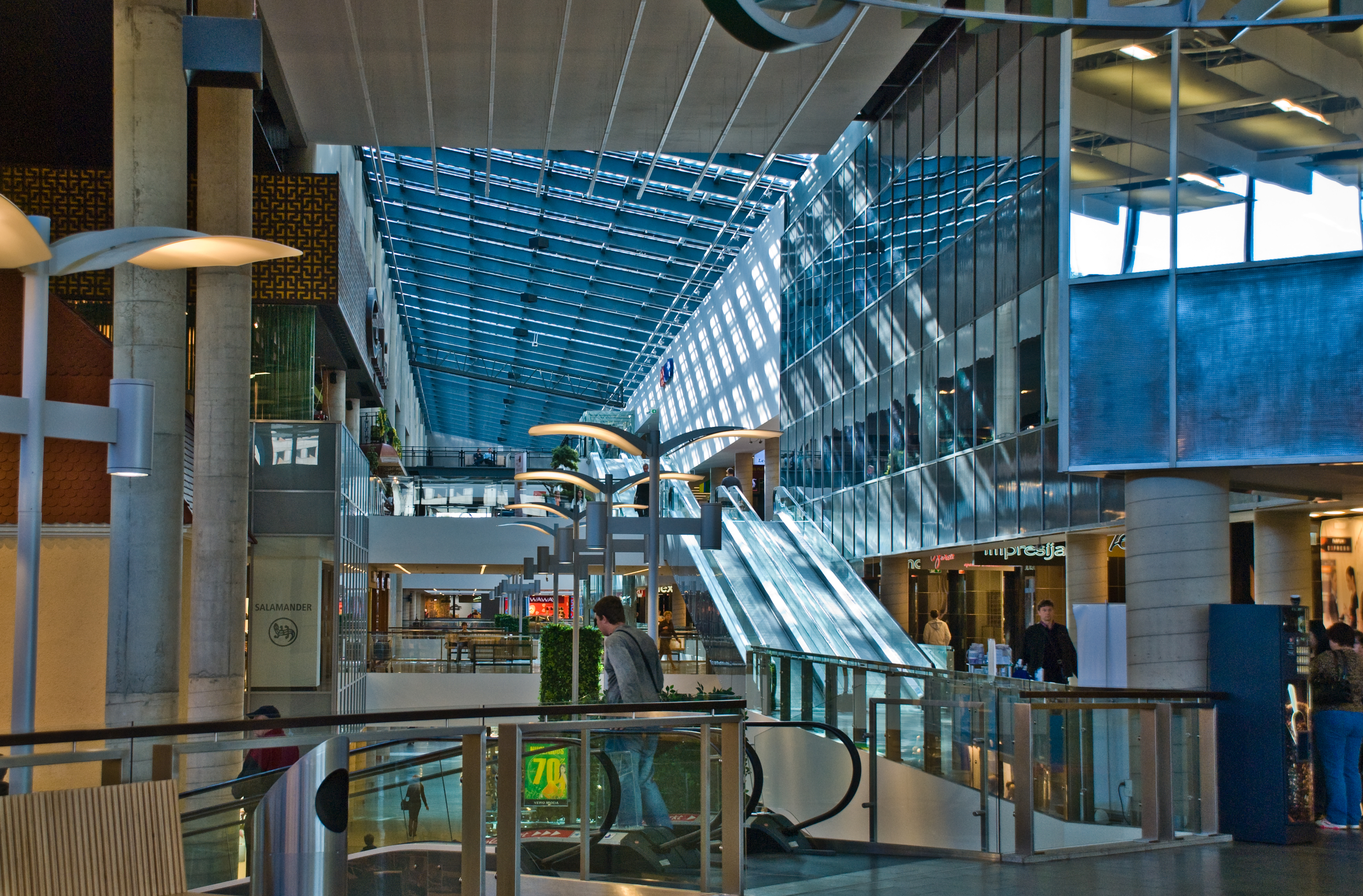
Innen

Akropolis ist ein Einkaufszentrum- und Unterhaltungszentrum in Kaunas, Litauen. Es wurde in der Nähe der Memel von der litauischen Firma Akropolis Group 2007 gebaut. Es befindet sich neben dem Fluss und Žalgirio Arena. Auf der Westseite des Gebäudes befindet sich ein viergeschossiger kostenloser Parkplatz, dessen vierter Stock  mit dem Auto als Aussichtspunkt erreichbar ist. 
Hier gibt es Lebensmittelgeschäfte,  Maxima LT-Supermarkt, Shops etc. Das Einkaufszentrum hat auch Buchhandlungen. Innerhalb des Gebäudes gibt es auch zwei ältere Gebäude. Akropolis wurde im Herbst  2008  an die deutsche Firma Deka Immobilien GmbH verkauft. Der  Freizeit- und Restaurantbereich hat Fläche von 10.000 Quadratmetern.